# Bomolocha humuli
Bomolocha humuli là một loài bướm đêm trong họ Noctuidae.